# Astragalus podosphaerus
Astragalus podosphaerus là một loài thực vật có hoa trong họ Đậu. Loài này được Boiss. & Hausskn. miêu tả khoa học đầu tiên.